# Malappuram Football Club 2024
Questa voce raccoglie le informazioni riguardanti il Malappuram nelle competizioni ufficiali della stagione 2024.

## Maglie e sponsor
| Casa | Trasferta |

## Organico

### Rosa
| N. |                    | Ruolo | Calciatore       |
| -- | ------------------ | ----- | ---------------- |
| 2  | India (bandiera)   | D     | Nandu Krishna    |
| 3  | India (bandiera)   | D     | Gurjinder Kumar  |
| 4  | India (bandiera)   | D     | Saurav           |
| 5  | Spagna (bandiera)  | D     | Rubén Garcés     |
| 6  | India (bandiera)   | C     | Muhammed Jasim   |
| 7  | Spagna (bandiera)  | A     | Álex Sánchez     |
| 10 | Spagna (bandiera)  | C     | Joseba Beitia    |
| 11 | Brasile (bandiera) | A     | Sérgio Barboza   |
| 12 | India (bandiera)   | C     | Miit Adekar      |
| 14 | India (bandiera)   | A     | Bujair Valiyattu |
| 15 | India (bandiera)   | D     | Anas Edathodika  |
| 17 | India (bandiera)   | C     | Nisham Monu      |

| N. |                    | Ruolo | Calciatore          |
| -- | ------------------ | ----- | ------------------- |
| 18 | India (bandiera)   | A     | Riswanali Edakkavil |
| 19 | Uruguay (bandiera) | A     | Pedro Manzi         |
| 20 | India (bandiera)   | A     | Naveen Krishna      |
| 21 | India (bandiera)   | P     | Sinan Mirdas        |
| 22 | India (bandiera)   | C     | Faslu Rahman        |
| 23 | India (bandiera)   | P     | Mithun Vazhayil     |
| 27 | India (bandiera)   | C     | Ajay Krishnan       |
| 32 | India (bandiera)   | D     | George D'Souza      |
| 33 | India (bandiera)   | D     | Ajith Kumar         |
| 38 | India (bandiera)   | C     | Musharaf            |
| 59 | India (bandiera)   | P     | Tenzin Samdup       |
| 77 | Spagna (bandiera)  | D     | Aitor Aldalur       |

### Staff tecnico
- John Gregory - Allenatore
- Dragoș Firțulescu - Vice allenatore
- Cleofas Alex - Vice allenatore
- Felix D'Souza - Allenatore portieri
- Marius Bortis - Preparatore atletico
- Anandu Kumar - Fisioterapista

## Calciomercato
| Acquisti | Acquisti            | Acquisti           | Acquisti   |
| R.       | Nome                | da                 | Modalità   |
| -------- | ------------------- | ------------------ | ---------- |
| P        | Naveen Krishna      | Muthoot FA U21     | Definitivo |
| P        | Sinan Mirdas        |                    | Svincolato |
| P        | Mithun Vazhayil     |                    | Svincolato |
| P        | Tenzin Samdup       | Namdhari           | Definitivo |
| D        | Nandu Krishna       | Muthoot FA U21     | Definitivo |
| D        | Gurjinder Kumar     | Vatika             | Definitivo |
| D        | Saurav              |                    | Svincolato |
| D        | Rubén Garcés        | Penya Encarnada    | Definitivo |
| D        | Anas Edathodika     | Gokulam Kerala     | Definitivo |
| D        | George D'Souza      | Calangute          | Definitivo |
| D        | Ajith Kumar         | Churchill Brothers | Definitivo |
| D        | Aitor Aldalur       |                    | Svincolato |
| C        | Musharaf            |                    | Svincolato |
| C        | Muhammed Jasim      | Kerala Blasters B  | Definitivo |
| C        | Joseba Beitia       | UMECIT FC          | Definitivo |
| C        | Miit Adekar         | Oranje             | Definitivo |
| C        | Nisham Monu         |                    | Svincolato |
| C        | Faslu Rahman        | Delhi B            | Definitivo |
| C        | Ajay Krishnan       | Muthoot FA U21     | Definitivo |
| A        | Álex Sánchez        | Gokulam Kerala     | Definitivo |
| A        | Sérgio Barboza      | Delhi              | Definitivo |
| A        | Bujair Valiyattu    | Kerala United      | Definitivo |
| A        | Riswanali Edakkavil | Kerala United      | Definitivo |
| A        | Pedro Manzi         | Panadería Pulido   | Definitivo |
| A        | Naveen Krishna      | Muthoot FA U21     | Definitivo |

| Cessioni | Cessioni | Cessioni | Cessioni |
| R.       | Nome     | a        | Modalità |
| -------- | -------- | -------- | -------- |

## Risultati

### Indian Super League
| Kochi 7 settembre 2024, ore 15:30 UTC+5:30 1ª giornata            | Forca Kochi | 0 – 2                           | Malappuram | Jawaharlal Nehru Stadium |
| \| \| \| \| \| \| Marcatori \| 3’ Pedro Manzi 40’ Faslu Rahman \| |             |                                 |            |                          |
|                                                                   |             |                                 |            |                          |
|                                                                   | Marcatori   | 3’ Pedro Manzi 40’ Faslu Rahman |            |                          |

| Malappuram 14 settembre 2024, ore 14:00 UTC+5:30 2ª giornata                | Malappuram | 0 – 3                                     | Calicut | Malappuram District Sports Complex Stadium |
| \| \| \| \| \| \| Marcatori \| 22’ (90+6) Gani Nigam 62’ Kervens Belfort \| |            |                                           |         |                                            |
|                                                                             |            |                                           |         |                                            |
|                                                                             | Marcatori  | 22’ (90+6) Gani Nigam 62’ Kervens Belfort |         |                                            |

| Malappuram 20 settembre 2024, ore 14:00 UTC+5:30 3ª giornata | Malappuram | 0 – 0 referto | Thrissur Magic | Malappuram District Sports Complex Stadium |

| Malappuram 25 settembre 2024, ore 14:00 UTC+5:30 4ª giornata                            | Malappuram | 1 – 2 referto                        | Kannur Warriors | Malappuram District Sports Complex Stadium |
| \| \| \| \| \| Faslu Rahman 41’ \| Marcatori \| 13’ Adrián Sardinero 31’ Asier Gomes \| |            |                                      |                 |                                            |
|                                                                                         |            |                                      |                 |                                            |
| Faslu Rahman 41’                                                                        | Marcatori  | 13’ Adrián Sardinero 31’ Asier Gomes |                 |                                            |

| Thiruvananthapuram 2 ottobre 2024, ore 14:00 UTC+5:30 5ª giornata | Thiruvananthapuram Kombans | 1 – 1 referto    | Malappuram | Chandrasekharan Nair Stadium |
| \| \| \| \| \| Vyshnav P. 87’ \| Marcatori \| 33’ Álex Sánchez \| |                            |                  |            |                              |
|                                                                   |                            |                  |            |                              |
| Vyshnav P. 87’                                                    | Marcatori                  | 33’ Álex Sánchez |            |                              |

| Malappuram 9 ottobre 2024, ore 14:00 UTC+5:30 6ª giornata | Malappuram | – Cancellata | Forca Kochi | Malappuram District Sports Complex Stadium |

| Kozhikode 12 ottobre 2024, ore 14:00 UTC+5:30 7ª giornata                         | Calicut   | 2 – 1 referto          | Malappuram | Kozhikode Corporation EMS Stadium |
| \| \| \| \| \| Kervens Belfort 57’, 66’ \| Marcatori \| 81’ (Rig.) Pedro Manzi \| |           |                        |            |                                   |
|                                                                                   |           |                        |            |                                   |
| Kervens Belfort 57’, 66’                                                          | Marcatori | 81’ (Rig.) Pedro Manzi |            |                                   |

| 18 ottobre 2024, ore 14:00 UTC+5:30 8ª giornata                                | Thrissur Magic | 0 – 3 referto                                | Malappuram |  |
| \| \| \| \| \| \| Marcatori \| 45’, 54’ (Rig.) Pedro Manzi 85’ Álex Sánchez \| |                |                                              |            |  |
|                                                                                |                |                                              |            |  |
|                                                                                | Marcatori      | 45’, 54’ (Rig.) Pedro Manzi 85’ Álex Sánchez |            |  |

| Kannur 27 ottobre 2024, ore 14:00 UTC+5:30 9ª giornata | Kannur Warriors | 4 – 3                                                   | Malappuram | Jawahar Municipal Stadium |
| \| \| \| \| \| Asier Gomes 3’ Pragyan Gogoi 8’ Adrián Sardinero 49’ Alister Anthony 80’ \| Marcatori \| 28’ Faslu Rahman 45+3’ Aitor Aldalur 53’ Sérgio Barboza \| |                 |                                                         |            |                           |
| |                 |                                                         |            |                           |
| Asier Gomes 3’ Pragyan Gogoi 8’ Adrián Sardinero 49’ Alister Anthony 80’                                                                                           | Marcatori       | 28’ Faslu Rahman 45+3’ Aitor Aldalur 53’ Sérgio Barboza |            |                           |

| Malappuram 1 novembre 2024, ore 14:00 UTC+5:30 10ª giornata                                                                   | Malappuram | 2 – 2                                          | Thiruvananthapuram Kombans | Malappuram District Sports Complex Stadium |
| \| \| \| \| \| Álex Sánchez 69’ Renan Januario 90+9’ (A.g.) \| Marcatori \| 38’ (Rig.) Autemar Bispo 46’ Paul Ramfangzauva \| |            |                                                |                            |                                            |
| |            |                                                |                            |                                            |
| Álex Sánchez 69’ Renan Januario 90+9’ (A.g.)                                                                                  | Marcatori  | 38’ (Rig.) Autemar Bispo 46’ Paul Ramfangzauva |                            |                                            |

La partita del 9 ottobre contro il Forca Kochi è stata cancellata per condizioni meteo sfavorevoli, alle è squadre è stato assegnato un punto a testa.

#### Andamento in campionato
| Giornata  | 1 | 2 | 3 | 4 | 5 | 6 | 7 | 8 | 9 | 10 |
| --------- | - | - | - | - | - | - | - | - | - | -- |
| Luogo     | T | C | C | C | T | C | T | T | T | C  |
| Risultato | V | P | N | P | N | N | P | V | P | N  |
| Posizione | 1 | 5 | 5 | 5 | 5 | 5 | 5 | 5 | 5 | 5  |

Legenda:

Luogo: C = Casa; T = Trasferta. Risultato: V = Vittoria; N = Pareggio; P = Sconfitta.